# Diskografie Mabel
Toto je seznam vydané diskografie anglické zpěvačky Mabel.

## Alba

### Studiová alba
| High Expectations                                                                       | - Vydáno: 2. srpna 2019 - Vydavatelství: Polydor     | 3 | 70 | 50 | 47 | 80 | 58  | 5  | 41 | 29 | 198 | - BPI: Platinum |
| About Last Night…                                                                       | - Vydáno: 15. července 2022 - Vydavatelství: Polydor | 2 | —  | —  | —  | —  | 100 | 39 | —  | 91 | —   |                 |
| "—" značí, že se nahrávka neumístila v hitparádách nebo v tomto území ani nebyla vydána |                                                      |   |    |    |    |    |     |    |    |    |     |                 |

### Mixtapy
| Ivy to Roses | - Vydáno: 13. října 2017 - Vydavatelství: Polydor   | 28          | 95          | 32          | 128         | 58          | - BPI: Gold |             |             |             |             |             |             |
| Mabel        | - Vyjde: 25. července 2025 - Vydavatelství: Polydor | bude vydáno | bude vydáno | bude vydáno | bude vydáno | bude vydáno | bude vydáno | bude vydáno | bude vydáno | bude vydáno | bude vydáno | bude vydáno | bude vydáno |

## Extended play
| Název            | Detaily                                               |
| ---------------- | ----------------------------------------------------- |
| Bedroom          | - Vydáno: 26. května 2017 - Vydavatelství: Polydor    |
| Stripped Session | - Vydáno: 30. srpna 2019 - Vydavatelství: Polydor     |
| Love Lockdown    | - Vydáno: 6. listopadu 2020 - Vydavatelství: Polydor  |
| Mabel & Chill    | - Vydáno: 13. listopadu 2020 - Vydavatelství: Polydor |
| Let's Move       | - Vydáno: 27. listopadu 2020 - Vydavatelství: Polydor |
| Magic            | - Vydáno: 1. dubna 2021 - Vydavatelství: Polydor      |
| Christmas        | - Vydáno: 1. prosince 2021 - Vydavatelství: Polydor   |

## Singly

### Jako hlavní umělkyně
| Název                                                                                   | Rok  | Umístění v hitparádách | Umístění v hitparádách | Umístění v hitparádách | Umístění v hitparádách | Umístění v hitparádách | Umístění v hitparádách | Umístění v hitparádách | Umístění v hitparádách | Umístění v hitparádách | Umístění v hitparádách | Certifikace | Album                 |
| Název                                                                                   | Rok  | UK                     | AUS                    | AUT                    | BEL (FL)               | GER                    | IRE                    | NL                     | SWE                    | SWI                    | US                     | Certifikace | Album                 |
| --------------------------------------------------------------------------------------- | ---- | ---------------------- | ---------------------- | ---------------------- | ---------------------- | ---------------------- | ---------------------- | ---------------------- | ---------------------- | ---------------------- | ---------------------- | --- | --------------------- |
| "Know Me Better"                                                                        | 2015 | —                      | —                      | —                      | —                      | —                      | —                      | —                      | —                      | —                      | —                      | | Singly bez alb        |
| "My Boy My Town"                                                                        | 2015 | —                      | —                      | —                      | —                      | —                      | —                      | —                      | —                      | —                      | —                      | | Singly bez alb        |
| "Thinking of You"                                                                       | 2016 | —                      | —                      | —                      | —                      | —                      | —                      | —                      | —                      | —                      | —                      | | High Expectations     |
| "Finders Keepers" (feat. Kojo Funds)                                                    | 2017 | 8                      | —                      | —                      | —                      | —                      | 45                     | —                      | —                      | —                      | —                      | - BPI: 2× Platinum | Bedroom               |
| "Bedroom"                                                                               | 2017 | —                      | —                      | —                      | —                      | —                      | —                      | —                      | —                      | —                      | —                      | | Bedroom               |
| "Begging"                                                                               | 2017 | —                      | —                      | —                      | —                      | —                      | —                      | —                      | —                      | —                      | —                      | | Ivy to Roses          |
| "My Lover" (Remix) (s Not3s)                                                            | 2017 | 14                     | —                      | —                      | —                      | —                      | 47                     | —                      | —                      | —                      | —                      | - BPI: Platinum | Ivy to Roses          |
| "Fine Line" (feat. Not3s)                                                               | 2018 | 11                     | —                      | —                      | —                      | —                      | 38                     | —                      | —                      | —                      | —                      | - BPI: Platinum | Ivy to Roses          |
| "Cigarette" (s Raye a Stefflon Don)                                                     | 2018 | 41                     | —                      | —                      | —                      | —                      | 74                     | —                      | —                      | —                      | —                      | - BPI: Gold | Ivy to Roses          |
| "One Shot"                                                                              | 2018 | 44                     | —                      | —                      | —                      | —                      | 64                     | —                      | —                      | —                      | —                      | - BPI: Silver | Ivy to Roses          |
| "Don't Call Me Up"                                                                      | 2019 | 3                      | 16                     | 10                     | 2                      | 10                     | 3                      | 2                      | 10                     | 9                      | 66                     | - BPI: 3× Platinum - ARIA: 5× Platinum - BEA: 2× Platinum - BVMI: 3× Gold - GLF: Platinum - IFPI AUT: Platinum - RIAA: Platinum | High Expectations     |
| "Mad Love"                                                                              | 2019 | 8                      | 67                     | 56                     | 50                     | 54                     | 6                      | 33                     | 75                     | 46                     | —                      | - BPI: 2× Platinum - ARIA: Platinum - BVMI: Gold                                                                                | High Expectations     |
| "God Is a Dancer" (s Tiësto)                                                            | 2019 | 15                     | —                      | —                      | 48                     | 95                     | 25                     | 37                     | 56                     | —                      | —                      | - BPI: Gold | The London Sessions   |
| "Loneliest Time of Year"                                                                | 2019 | —                      | —                      | —                      | —                      | —                      | —                      | —                      | 78                     | —                      | —                      | | Christmas             |
| "Boyfriend"                                                                             | 2020 | 10                     | —                      | —                      | —                      | —                      | 9                      | —                      | —                      | —                      | —                      | - BPI: Platinum - ARIA: Gold | High Expectations     |
| "West Ten" (s AJ Tracey)                                                                | 2020 | 5                      | —                      | —                      | —                      | —                      | 16                     | —                      | —                      | —                      | —                      | - BPI: Platinum | Flu Game              |
| "Tick Tock" (s Clean Bandit feat. 24kGoldn)                                             | 2020 | 8                      | 61                     | 53                     | —                      | 48                     | 13                     | 27                     | 94                     | 17                     | —                      | - BPI: Platinum - BEA: Gold | High Expectations     |
| "Let Them Know"                                                                         | 2021 | 19                     | —                      | —                      | —                      | —                      | 19                     | 11                     | —{                     | —                      | —                      | - BPI: Silver | About Last Night...   |
| "Take It Home"                                                                          | 2021 | —                      | —                      | —                      | —                      | —                      | —                      | —                      | —                      | —                      | —                      | | Pokémon 25: The Album |
| "Time After Time"                                                                       | 2021 | 71                     | —                      | —                      | —                      | —                      | —                      | —                      | —                      | —                      | —                      | | Christmas             |
| "Good Luck" (s Jax Jones a Galantis)                                                    | 2022 | 45                     | —                      | —                      | —                      | —                      | 50                     | —                      | —                      | —                      | —                      | | About Last Night...   |
| "Overthinking" (s 24kGoldn)                                                             | 2022 | 88                     | —                      | —                      | —                      | —                      | 87                     | —                      | —                      | —                      | —                      | | About Last Night...   |
| "Deal or No Deal" (s A1 x J1)                                                           | 2022 | 98                     | —                      | —                      | —                      | —                      | —                      | —                      | —                      | —                      | —                      | | About Last Night...   |
| "Zero" (s Black Sherif)                                                                 | 2024 | —                      | —                      | —                      | —                      | —                      | —                      | —                      | —                      | —                      | —                      | | Singly bez alb        |
| "Look at My Body Pt. II" (feat. Shygirl)                                                | 2024 | —                      | —                      | —                      | —                      | —                      | —                      | —                      | —                      | —                      | —                      | | Singly bez alb        |
| "Female Intuition"                                                                      | 2024 | —                      | —                      | —                      | —                      | —                      | —                      | —                      | —                      | —                      | —                      | | Singly bez alb        |
| "Stupid Dumb" (feat. Ty Dolla Sign)                                                     | 2024 | —                      | —                      | —                      | —                      | —                      | —                      | —                      | —                      | —                      | —                      | | Singly bez alb        |
| "All Over You" (feat. King Promise)                                                     | 2025 | —                      | —                      | —                      | —                      | —                      | —                      | —                      | —                      | —                      | —                      | | Singly bez alb        |
| "Benz" (feat. Clavish)                                                                  | 2025 | —                      | —                      | —                      | —                      | —                      | —                      | —                      | —                      | —                      | —                      | | Mabel                 |
| "January 19"                                                                            | 2025 | —                      | —                      | —                      | —                      | —                      | —                      | —                      | —                      | —                      | —                      | | Mabel                 |
| "—" značí, že se nahrávka neumístila v hitparádách nebo v tomto území ani nebyla vydána |      |                        |                        |                        |                        |                        |                        |                        |                        |                        |                        | |                       |

### Jako vedlejší umělkyně
| Název                                                                                   | Rok  | Umístění v hitparádách | Umístění v hitparádách | Certifikace     | Album                                      |
| Název                                                                                   | Rok  | UK                     | IRE                    | Certifikace     | Album                                      |
| --------------------------------------------------------------------------------------- | ---- | ---------------------- | ---------------------- | --------------- | ------------------------------------------ |
| "I Feel Your Pain" (SBTRKT feat. DRAM a Mabel)                                          | 2016 | —                      | —                      |                 | Save Yourself                              |
| "Plug Walk" (Rich the Kid feat. Mabel)                                                  | 2018 | —                      | —                      |                 | Singl bez alb                              |
| "Ring Ring" (Jax Jones feat. Mabel a Rich the Kid)                                      | 2018 | 12                     | 15                     | - BPI: Platinum | Ivy to Roses                               |
| "Times Like These" (jako Live Lounge Allstars)                                          | 2020 | 1                      | 64                     |                 | Singl bez alb                              |
| "I Wish" (Joel Corry feat. Mabel)                                                       | 2021 | 17                     | 16                     | - BPI: Platinum | About Last Night... a Another Friday Night |
| "Phone Call" (Onefour feat. Mabel)                                                      | 2025 | —                      | —                      |                 | Look at Me Now                             |
| "—" značí, že se nahrávka neumístila v hitparádách nebo v tomto území ani nebyla vydána |      |                        |                        |                 |                                            |

### Promo singly
| "Bad Behaviour"                                                                         | 2019 | 94 | 8 | High Expectations   |
| "OK (Anxiety Anthem)"                                                                   | 2019 | —  | — | High Expectations   |
| "Let Love Go" (feat. Lil Tecca)                                                         | 2022 | —  | — | About Last Night... |
| "Crying on the Dance Floor"                                                             | 2022 | —  | — | About Last Night... |
| "Vitamins"                                                                              | 2024 | —  | — | Singly bez alb      |
| "Look at My Body Pt. I"                                                                 | 2024 | —  | — | Singly bez alb      |
| "Chat"                                                                                  | 2024 | —  | — | Singly bez alb      |
| "—" značí, že se nahrávka neumístila v hitparádách nebo v tomto území ani nebyla vydána |      |    |   |                     |

## Spoluumělkyně
| Název     | Rok  | Další umělec | Album   |
| --------- | ---- | ------------ | ------- |
| "Outside" | 2018 | Burna Boy    | Outside |

## Videoklipy
| Název                 | Rok  | Další umělec            | Režisér            | Reference |
| --------------------- | ---- | ----------------------- | ------------------ | --------- |
| "My Boy My Town"      | 2015 | žádné                   | Bafic              | [ 52 ]    |
| "Talk About Forever"  | 2016 | žádné                   | Holly Blakey       | [ 53 ]    |
| "Thinking of You      | 2016 | žádné                   | Joe Alexander      | [ 54 ]    |
| "Bedroom"             | 2017 | žádné                   | Holly Blakey       | [ 55 ]    |
| "Finders Keepers"     | 2017 | Kojo Funds              | Savanah Leaf       | [ 56 ]    |
| "My Lover"            | 2017 | Not3s                   | Kirx               | [ 57 ]    |
| "Fine Line"           | 2018 | Not3s                   | Adriaan Louw       | [ 58 ]    |
| "Cigarette"           | 2018 | Raye, Stefflon Don      | Jackson Ducasse    | [ 59 ]    |
| "Ring Ring"           | 2018 | Jax Jones, Rich the Kid | Luke Davies        | [ 60 ]    |
| "One Shot"            | 2018 | žádné                   | Aaron A            | [ 61 ]    |
| "One Shot" (remix)    | 2018 | Yungen, Avelino         | Kirx               | [ 62 ]    |
| "Don't Call Me Up"    | 2019 | žádné                   | Brock Neal-Roberts | [ 63 ]    |
| "Mad Love"            | 2019 | žádné                   | Marc Klasfeld      | [ 64 ]    |
| "Bad Behaviour"       | 2019 | žádné                   | Oliver Kane        | [ 65 ]    |
| "OK (Anxiety Anthem)" | 2019 | žádné                   | Jade Jackman       | [ 66 ]    |
| "God Is a Dancer"     | 2019 | Tiesto                  | Isaac Rentz        | [ 67 ]    |
| "Boyfriend"           | 2020 | žádné                   | Isaac Rentz        | [ 68 ]    |
| "Tick Tock"           | 2020 | Clean Bandit            | Clean Bandit       | [ 69 ]    |
| "Let Them Know"       | 2021 | žádné                   |                    | [ 70 ]    |
| "Take It Home"        | 2021 | žádné                   |                    | [ 71 ]    |
| "I Wish"              | 2021 | Joel Corry              | Eliott Simpson     | [ 72 ]    |
| "Time After Time"     | 2021 | žádné                   |                    | [ 73 ]    |
| "Good Luck"           | 2022 | Jax Jones, Galantis     | Isaac Rentz        | [ 74 ]    |
| "Overthinking"        | 2022 | 24kGoldn                |                    | [ 75 ]    |